# Подгорное (Челябинская область)
Подгорное — село в Троицком районе Челябинской области. Входит в состав Кособродского сельского поселения.

## География
Расположено в западной части района, на берегу р. Уй. Рельеф — переход полуравнины (Зауральский пенеплен) в равнину (Западно-Сибирская равнина); ближайшие выс.— 282 и 295 м. Ландшафт — лесостепь. В окрестностях — редкие колки. П. связано грунтовыми дорогами с соседними населенными пунктами. Расстояние до районного центра (Троицк) 56 км, до центра сельского поселения (пос. Целинный) — 16 км.

## История
Село осн. в 1743 как редут на Уйской дистанции. Впоследствии на его месте вырос поселок (с 19 в. относился к Кособродскому станичному юрту). По данным статистики, в 1900 в поселке насчитывалось 118 дворов (674 жит.); имелись школа, церковь во имя Св. апостолов Петра и Павла (сооружена в 1876; в 2003 уничтожена пожаром), 3 водяные мельницы. 
С 1920-х гг. по 1959  являлось центром Подгорненского сельсовета Степного (с 1930 — Троицкого) р-на. 
С конца 1920-х гг. на территории села располагалась центральная усадьба колхоза «Труд и знание», с 1950 — колхоза им. Ленина. Последний в 1957 вошел на правах отделения в состав совхоза «Кособродский», на базе к-рого в 1992 было создано СХПП «Целинное», в 1995 — ООО «Подгорное». 

## Население
| 2002 | 2010 |
| ---- | ---- |
| 259  | ↘212 |

(в 1926 — 842, в 1964 — 652, в 1970 — 583, в 1983 — 366, в 1995 — 319)

## Улицы
- Восточный переулок
- Западный переулок
- Майский переулок
- Улица Мира
- Набережная улица
- Новый переулок
- Подгорная улица
- Северная улица
- Центральный переулок
- Школьный переулок